# Polycyclohexylendimethylenterephthalat
Polycyclohexylendimethylenterephthalat (Kurzzeichen PCT) ist ein thermoplastischer Polyester, das durch Polykondensation aus Terephthalsäure und 1,4-Cyclohexandimethanol (CHDM) entsteht. Damit ähnelt der chemische Aufbau Polyethylenterephthalat (PET), mit dem es Eigenschaften wie Dimensionsstabilität und Chemikalienbeständigkeit teilt. Zusätzlich ist PCT besonders temperatur- und hydrolysebeständig. Der Schmelzpunkt liegt mit 285 °C etwa 30 °C höher als der von PET. Bekannte Handelsnamen sind Thermx (Ticona) und Eastar (Eastman).

## Anwendung
Polycyclohexylendimethylenterephthalat ist bei höheren Temperaturen (kurzfristig bis 256 °C) formbeständig, was den Werkstoff für das Spritzgießen dünnwandiger Formteile geeignet macht. PCT wird häufig für Elektronikbauteile, etwa Steckverbindungen, verwendet. PCT wird auch zu Filamenten, Fasern und Geweben verarbeitet, die unter anderem in der Industrie als Filter eingesetzt werden. Für andere Anwendungsgebiete ist die Farbstabilität und geringere Dichte von Vorteil.